# Edward James Gay (Politiker, 1878)

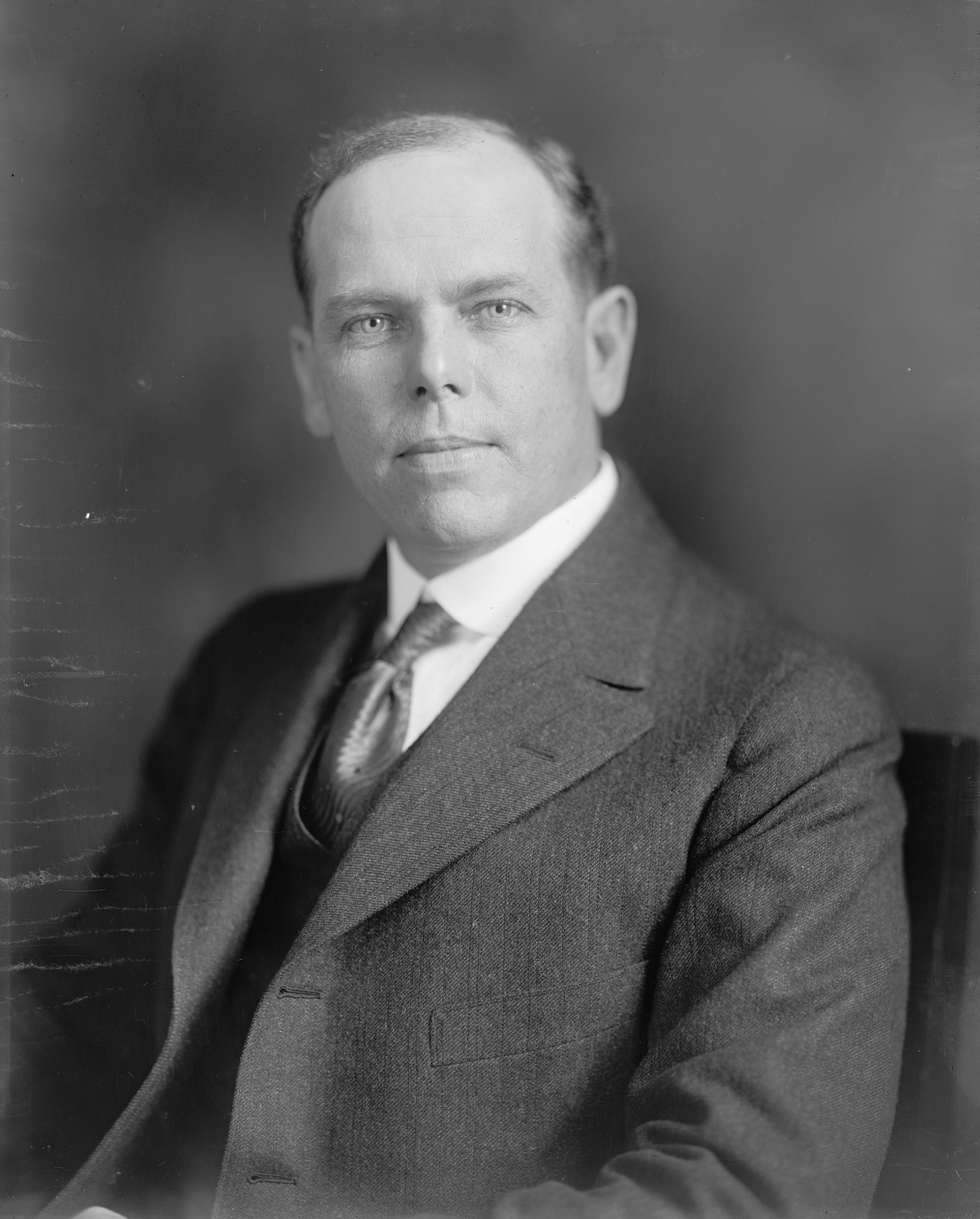
Edward James Gay

Edward James Gay III (* 5. Mai 1878 im Iberville Parish, Louisiana; † 1. Dezember 1952 in New Orleans, Louisiana) war ein US-amerikanischer Politiker (Demokratische Partei), der den Bundesstaat Louisiana im Senat vertrat.
Edward Gay kam auf der Union-Plantage im Iberville Parish im Süden Louisianas zur Welt. Sein Großvater, der auch den Namen Edward James Gay trug, war ebenfalls Politiker und saß von 1885 bis zu seinem Tod im Jahr 1889 im Repräsentantenhaus der Vereinigten Staaten. Gay erhielt seine Schulbildung auf der Pantops Academy in Charlottesville (Virginia) und der Lawrenceville School in Lawrenceville (New Jersey), ehe er ein Studium an der Princeton University begann, dieses aber nicht abschloss. Danach betätigte er sich in der Zuckerherstellung und war mit dem Anbau verschiedener Agrarprodukte beschäftigt.
Gays politische Laufbahn begann im Jahr 1904 mit dem Einzug ins Repräsentantenhaus von Louisiana, in dem er bis 1918 verblieb. Am 5. November 1918 dieses Jahres gewann er die Nachwahl um den Sitz des verstorbenen Robert F. Broussard im US-Senat; nach Broussards Tod hatte zunächst Walter Guion das Mandat kommissarisch ausgeübt. Er gehörte dem Kongress bis zum 3. März 1921 an; um die Wiederwahl bewarb er sich nicht. Während seiner Zeit als Senator fungierte er unter anderem als Vorsitzender des Committee on Coast and Insular Survey. Nach seinem Ausscheiden aus dem Senat war Gay nicht mehr politisch aktiv. Er fungierte als Präsident einer Produktionsbetriebes und starb 1952 in New Orleans.